# Ringmore (South Hams)
Ringmore is een civil parish in het bestuurlijke gebied South Hams, in het Engelse graafschap Devon. In 2001 telde het civil parish 219 inwoners.